# Guamote
Guamote è una parrocchia urbana dell'Ecuador, capoluogo dell'omonimo cantone, nella provincia del Chimborazo.